# Cova des Drac de cala Santanyí
Cova des Drac de cala Santanyí este o arie protejată (arie specială de conservare — SAC, sit de importanță comunitară — SCI) din Spania întinsă pe o suprafață de 1 ha, integral pe uscat.

## Localizare
Centrul sitului Cova des Drac de cala Santanyí este situat la coordonatele 39°19′50″N 3°08′52″E / 39.3305°N 3.1479°E.

## Înființare
Situl Cova des Drac de cala Santanyí a fost declarat sit de importanță comunitară în iulie 2000 pentru a proteja un număr necunoscut de specii din flora spontană și fauna sălbatică aflate în arealul zonei. Situl a fost protejat și ca arie specială de conservare în martie 2015.

## Biodiversitate
Situată în ecoregiunea mediteraneană, aria protejată conține 1 habitat natural: Peșteri inaccesibile publicului.
La baza desemnării sitului se află un număr nedeclarat de specii protejate.